# Geordie Greep
 (mars 2025).
La mise en forme du texte ne suit pas les recommandations de Wikipédia : il faut le « wikifier ».
Les points d'amélioration suivants sont les cas les plus fréquents. Le détail des points à revoir est peut-être précisé sur la page de discussion.
- Les titres sont pré-formatés par le logiciel. Ils ne sont ni en capitales, ni en gras.
- Le texte ne doit pas être écrit en capitales (les noms de famille non plus), ni en gras, ni en italique, ni en « petit »…
- Le gras n'est utilisé que pour surligner le titre de l'article dans l'introduction, une seule fois.
- L'italique est rarement utilisé : mots en langue étrangère, titres d'œuvres, noms de bateaux, etc.
- Les citations ne sont pas en italique mais en corps de texte normal. Elles sont entourées par des guillemets français : « et ».
- Les listes à puces sont à éviter, des paragraphes rédigés étant largement préférés. Les tableaux sont à réserver à la présentation de données structurées (résultats, etc.).
- Les appels de note de bas de page (petits chiffres en exposant, introduits par l'outil «  Source ») sont à placer entre la fin de phrase et le point final[comme ça].
- Les liens internes (vers d'autres articles de Wikipédia) sont à choisir avec parcimonie. Créez des liens vers des articles approfondissant le sujet. Les termes génériques sans rapport avec le sujet sont à éviter, ainsi que les répétitions de liens vers un même terme.
- Les liens externes sont à placer uniquement dans une section « Liens externes », à la fin de l'article. Ces liens sont à choisir avec parcimonie suivant les règles définies. Si un lien sert de source à l'article, son insertion dans le texte est à faire par les notes de bas de page.
- La présentation des références doit suivre les conventions bibliographiques. Il est recommandé d'utiliser les modèles {{Ouvrage}}, {{Chapitre}}, {{Article}}, {{Lien web}} et/ou {{Bibliographie}}. Le mode d'édition visuel peut mettre en forme automatiquement les références.
- Insérer une infobox (cadre d'informations à droite) n'est pas obligatoire pour parachever la mise en page.

Pour une aide détaillée, merci de consulter Aide:Wikification.
Si vous pensez que ces points ont été résolus, vous pouvez retirer ce bandeau et améliorer la mise en forme d'un autre article.
Geordie Wade Greep (/ˈdʒɔːrdiː ɡriːp/ ; né le 20 août 1999), est un musicien, chanteur et auteur-compositeur anglais. De 2017 à 2024, il a été le leader et le guitariste principal du groupe de rock Black Midi, souvent considéré comme faisant partie de la vague émergente de musique rock britannique connue sous le nom de scène Windmill.
Pendant ses études à la BRIT School, il rencontre Matt Kwasniewski-Kelvin, Cameron Picton et Morgan Simpson ; ensemble, ils forment Black Midi. Le groupe a commencé à se produire en public au pub de Brixton The Windmill, la seule salle qui répondait aux courriels de Greep demandant des concerts.
Après avoir signé chez Rough Trade Records en 2019, le groupe a été acclamé par la critique avec ses trois albums studio, Schlagenheim, Cavalcade et Hellfire. Après le hiatus de Black Midi, Greep a entamé une carrière solo et a sorti son premier album studio, The New Sound, toujours sur Rough Trade Records le 4 octobre 2024.
Greep est connu pour sa voix unique, en partie due à son accent, qui a été décrit comme « géographiquement inclassable ». Il écrit souvent des récits dramatiques dans ses chansons, dont beaucoup sont centrés sur des personnages spécifiques, comme dans la chanson de Black Midi « John L », par exemple.

## Jeunesse
Geordie Wade Greep est né le 20 août 1999 et a grandi à Walthamstow, London. Il considère que son éducation dans la ville lui a été bénéfique, estimant que la diversité culturelle est « géniale pour un jeune ». Il estime que c'est son père qui l'a aidé à développer son goût pour la musique dans sa jeunesse, en lui apprenant "qu'il y a de la bonne et de la mauvaise musique et qu'il n'y a pas de frontières entre les genres". Pendant son enfance, sa mère travaillait dans un club de salsa, ce qui lui a fait développer un certain dégoût pour ce genre de musique; cependant, lorsqu'il a redécouvert le genre à l'âge adulte, il en a tiré une nouvelle appréciation. Il écoutait la collection de disques de son père, composée de rock progressif, de musique classique et de country, et s'intéressait également aux bruitages des bandes-son de cartoon.
Greep commence  à s'intéresser à la guitare lorsqu'il a reçoit le jeu vidéo Guitar Hero pour son septième anniversaire. Il se passionne pour la musique du jeu, en particulier « Take Me Out » de Franz Ferdinand, et reçoit plus tard une guitare électrique, lors de son huitième anniversaire. À cette époque, son père lui prête des CD de Black Sabbath et de Led Zeppelin de sa collection personnelle, ainsi que ceux de groupes de rock progressif tels que Pink Floyd, Genesis et King Crimson et de musiciens de jazz tels que Miles Davis.
Sa première expérience de musique live arrive vers l'âge de 11 ans, lorsqu'il a commencé à jouer du gospel dans des églises, bien qu'il n'ait pas reçu d'éducation religieuse. Ces représentations ont eu un effet considérable sur son développement musical, en lui permettant d'improviser tout en jouant, une pratique qui, selon lui, fait défaut dans l'éducation musicale laïque et blanche.

## Carrière

### 2017–2018: BRIT School et création de Black Midi
Ce qui deviendra Black Midi débute lorsque Greep rencontre son collègue guitariste Matt Kwasniewski-Kelvin à la BRIT School, qu'ils fréquentaient tous les deux. À cette époque, Kwasniewski-Kelvin et lui commencent à se produire régulièrement ensemble, notamment en réalisant des spectacles de rue à Bromley, à Londres. Grâce aux cours de MIDI dispensés à l'école, Greep se familiarise avec le genre black MIDI. Bien qu'il ait déclaré ne pas connaître ce genre, il l'a suggéré à Kwasniewski-Kelvin comme nom de groupe potentiel.
Ils rencontrent ensuite le batteur Morgan Simpson, et leur musique commence à prendre des influences plus rock et funk. Le groupe sera complété par le bassiste Cameron Picton un mois avant leur premier concert au Windmill, à Brixton. Après un concert au Windmill, le groupe est approché par le producteur Dan Carey, avec qui il enregistre son premier single, « bmbmbm »,.

### 2019:Schlagenheim

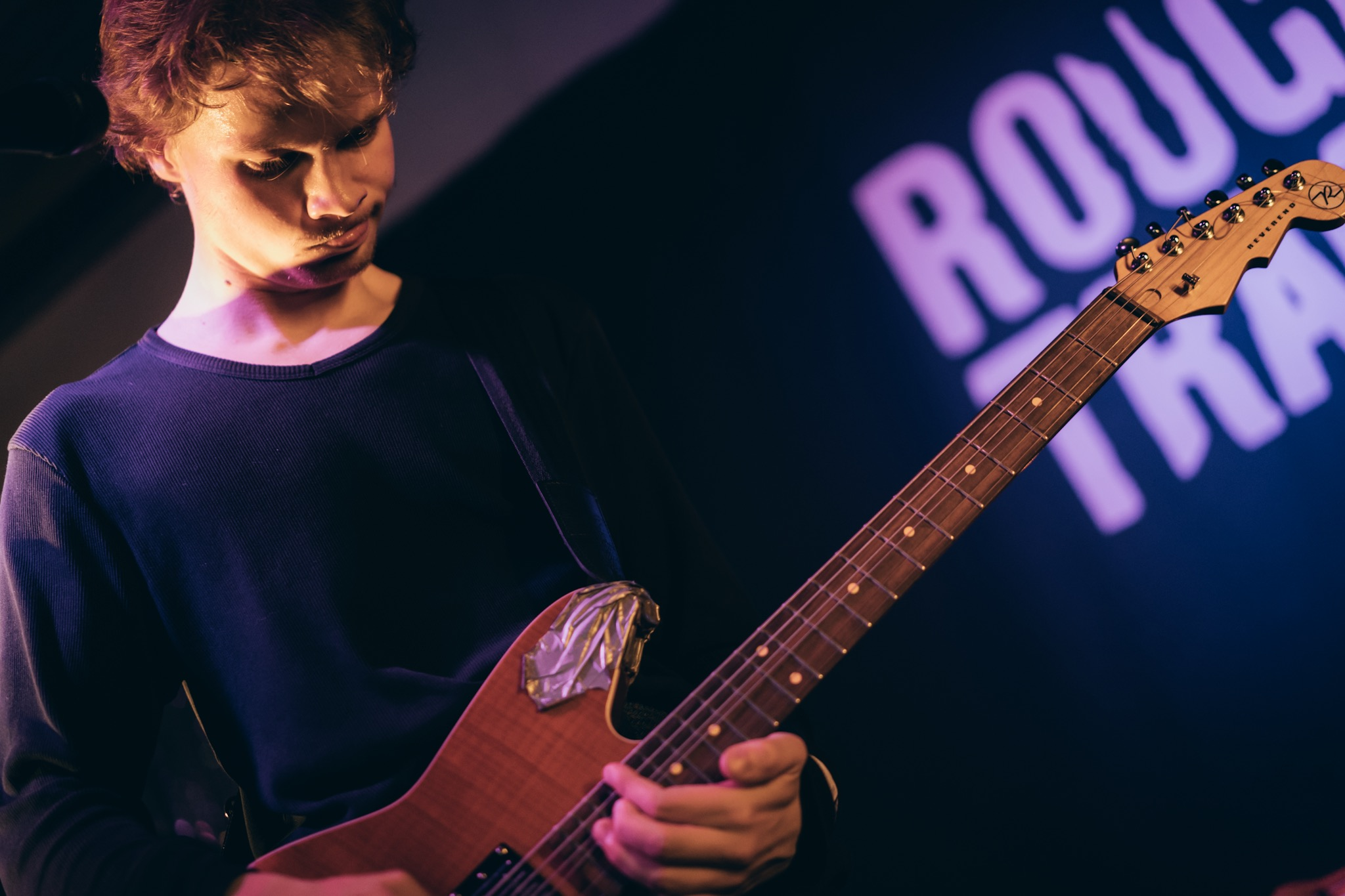
Greep jouant en live en juin 2019

Leur expérience avec Carey ayant été positive, le groupe décide naturellement de travailler à nouveau avec lui pour leur premier album studio, Schlagenheim. Greep a déclaré à propos de ce processus : « Lorsque le moment est venu de faire un album, il m'a semblé que c'était le meilleur choix. À la façon dont il parlait de la musique, je pouvais voir qu'il la comprenait parfaitement notre vision. » Cependant, au lieu de sortir sous le label Speedy Wunderground de Carey, Schlagenheim sort sous le label Rough Trade Records, avec lequel le groupe avait signé plus tôt dans l'année. Schlagenheim a été acclamé par la critique et a été nommé pour le Mercury Prize 2019.

### 2021:Cavalcade
Après la sortie de leur single « Sweater » en 2020, le groupe cherche à prendre une autre direction avec leur prochain album. Leur processus d'écriture de leurs chansons s'éloigne du jam et de l'improvisation Selon Greep, chacun commença à apporter des chansons qu'ils avaient composées seuls et les jouaient ensuite ensemble. Afin de saisir la nouvelle direction que prenait leur musique, le groupe décide de travailler avec le producteur John « Spud » Murphy pour ce qui allait devenir leur deuxième album studio, Cavalcade. Les paroles des chansons de Cavalcade mettra alors davantage l'accent sur les récits, consistant en des histoires centrées sur des personnages écrites à la troisième personne.
Cavalcade a été acclamé de la même manière que Schlagenheim, les critiques notant qu'il était plus ambitieux et plus complexe que son prédécesseur.

### 2022:Hellfire
L'année suivante, Black Midi sort son troisième album studio, Hellfire, un titre que Greep avait initialement suggéré pour Schlagenheim. Le rôle de producteur fût cette fois confié à Marta Salogni, avec qui le groupe avait déjà enregistré « John L » de Cavalcade. Contrairement aux récits à la troisième personne de Cavalcade, les chansons de Hellfire sont en grande partie écrites à la première personne. Greep a déclaré que l'album n'était pas explicitement inspiré par l'idée de l'enfer, mais que le concept servait plutôt à lier les histoires de l'album sous un thème cohérent.
Hellfire, tout comme les deux premiers albums du groupe, a été largement acclamé par la critique. Le troisième album a toutefois connu un succès commercial considérable, devenant leur album qui s'est le mieux vendu au Royaume-Uni à ce jour, et le premier album à se classer aux Billboard 200 aux États-Unis.

### 2023–2024: Hiatus de Black Midi etThe New Sound

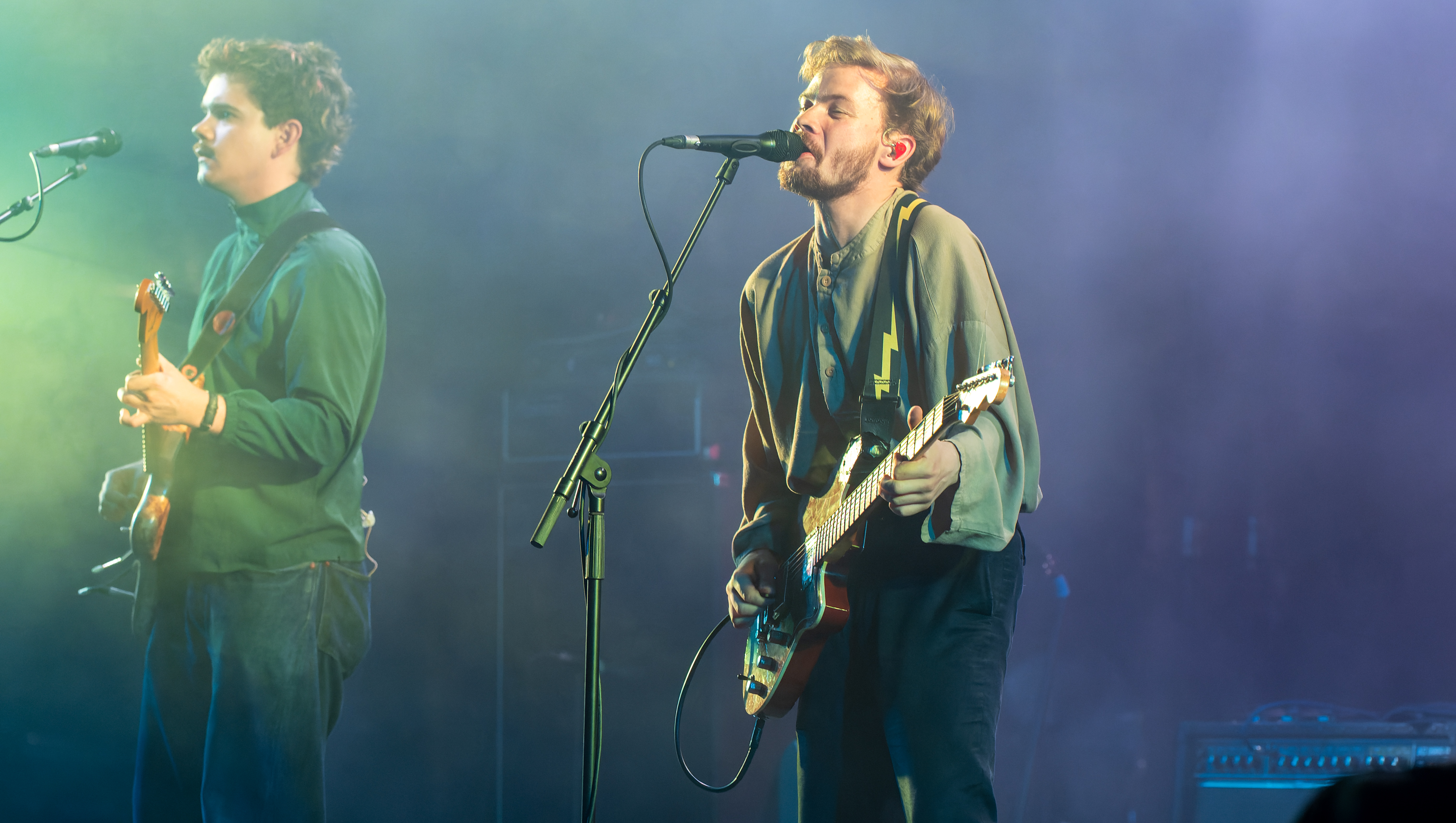
Greep avec Black Midi en juillet 2023

Après la sortie de Hellfire, Black Midi a continué à tourner jusqu'en 2023, mais n'a pas sorti d'album studio cette année-là ni la suivante. En août 2024, un représentant du groupe confirme qu'il est en hiatus indéfini; l'annonce a été précédée par des messages de Greep sur les réseaux sociaux, dans lesquels il déclare que « Black Midi était un groupe intéressant qui est maintenant terminé pour une durée indéterminée ».
Plus tôt en 2024 et avant l'annonce, Greep avait donné des concerts en solo. Peu après, le 20 août 2024, il annonce la sortie de son premier album studio, The New Sound, avec le premier single « Holy, Holy ». Il déclare à propos de l'album : « le thème principal de l'album est le désespoir ; vous n'entendrez pas un narrateur incertain, mais quelqu'un qui se fait des illusions en pensant qu'il a tout sous contrôle, sauf que ce n'est pas le cas. »
The New Sound sort le 4 octobre 2024 et reçoit des critiques globalement très positives de la part de sources accréditées telles que Pitchfork. The New Sound comprend également une apparition de Seth Evans de HMLTD sur la chanson Motorbike. The New Sound montre également, comme son nom l'indique, un changement dans les influences musicales explorées par Greep dans Black Midi. Plus particulièrement, comme le souligne TheNeedleDrop, il apporte « des tonnes et des tonnes et des tonnes de sonorités tropicales brésiliennes, qui est vraiment l'une des influences les plus prédominantes sur l'ensemble de l'album».
Avant la sortie de The New Sound, Greep a indiqué qu'il pourrait enregistrer un deuxième album solo en 2024 : « J'en ai assez pour un autre. Je vais essayer d'enregistrer à la fin de l'année. The New Sound a été réalisé en neuf mois, c'était assez long. Je veux donc essayer de faire un album en deux jours, style ECM. Enregistrer un jour, mixer le lendemain, et c'est tout. Ce serait génial. »

## Style musical
Sur le plan musical, le son de Black Midi a été  qualifié de rock expérimental,,, art rock, progressive rock,, math rock,,, post-punk, et d'avant-prog,. Il a affirmé que le son expérimental du groupe n'était pas délibéré, mais résultait naturellement du fait que ses membres jouaient ensemble avant tout en tant qu'amis.Greep a choisi de jouer de la guitare baryton en raison de son intérêt pour la musique de western spaghetti, son père lui ayant expliqué que cet instrument contribuait à la sonorité caractéristique du genre.

« L'une des principales méthodes pour créer quelque chose d'original consiste également à copier ou à émuler quelque chose que l'on ne peut pas faire et que l'on ne pourra jamais faire. Il est impossible de maîtriser tous les styles de musique à un niveau d'expert, donc, en ne parvenant pas à sonner exactement comme les originaux, vous parviendrez à créer quelque chose d'original - ou du moins vous l'espérez. »- Geordie Greep à propos de la composition

Stylistiquement, les chansons de Black Midi commencent souvent comme des pastiches d'autres styles ou genres qui changent et évoluent à travers l'improvisation et l'expérimentation. Par exemple, Greep a déclaré que « 27 Questions » de Hellfire a été inspiré par le tango argentin.
Greep a déclaré que son style de chant caractéristique était inspiré par le désir de subvertir les stéréotypes vocaux typiques du rock, afin d'éviter de passer pour un « macho », souhaitant au contraire une approche plus mélodique. Combiné à son accent, sa voix unique a été décrite par un critique comme un « croon déformé ».
Sur le plan lyrique, Greep préfère écrire des histoires fictives dans ses chansons plutôt que de parler des problèmes du monde réel : « Je ne peux pas parler de tout cela de manière intelligente. Je n'ai rien d'intelligent à dire. Bien sûr qu'il se passe des choses affreuses en permanence, mais quand nous écrivons des paroles, il s'agit plutôt de raconter des histoires que de relater des faits réels.» Les paroles de Greep suscitent de nombreuses spéculations, car il entretient une part de mystère autour de leur signification. Toutefois, il a affirmé que 27 Questions représente son œuvre lyrique la plus personnelle à ce jour.

## Influences
Greep s'inspire largement de la musique classique. La musique classique l'a influencé dès sa jeunesse et il a déclaré que l'enregistrement de la Messe en si mineur par John Eliot Gardiner était ses « deux heures de musique préférées ». Il cite aussi Igor Stravinsky, Béla Bartók et Alfred Schnittke dans ses influences classiques.
Greep a également été très influencé par Frank Zappa et Boredoms, dont les albums We're Only in It for the Money et Vision Creation Newsun sont parmi ses préférés de tous les temps. Son expérience avec Zappa remonte à l'époque où il jouait « Willie the Pimp » avec son professeur de musique électronique lors du concert d'hiver de son école.

## Vie privée
Greep est un grand fan de boxe et exprime souvent son admiration pour ce sport lors d'interviews. Il considère Sugar Ray Leonard comme son boxeur préféré. La boxe a également eu une influence sur la musique de Black Midi, servant d'inspiration pour la chanson du groupe « Sugar/Tzu », Greep déclarant : « Dans la boxe, il y a de l'intensité non-stop - tout est exagéré. C'est un peu la même chose pour nous. S'il y a une chanson plus émotionnelle ou quoi que ce soit d'autre, elle est poussée au maximum, c'est très éhonté et d'une intensité presque comique,. »
Greep est un utilisateur actif de Twitter. Jazz Monroe a déclaré à propos de l'activité de Greep : « Étant donné sa propension à l'anachronisme, il est surprenant que Greep soit fantastique sur Twitter».

## Discographie

### Avec Black Midi
- Schlagenheim (en) (2019)
- Cavalcade (en) (2021)
- Hellfire (en) (2022)

### En solo
- The New Sound (en) (2024)